# Old Whittington
Old Whittington – wieś w Anglii, w hrabstwie Derbyshire, w dystrykcie Chesterfield. Leży 38 km na północ od miasta Derby i 214 km na północny zachód od Londynu.